# Liste des bourgmestres de Bruges

## Liste desbourgmestresdeBruges

### XIesiècle- 1385
- 1228 : Henricus Ram
- 1269-1270 : Petrus de Wedra
- 1270-1271 : Lambertus dictus Tonnelaere
- 1278-1279 : Pieter Bonin
- 1279-1280 : Bonin Cant
- 1281-1282 : Lambertus Tolnare
- 1282-1284 : Paulus Calkra
- 1287-1288 : Willem Calkra
- 1289-1290 : Paulus Calkra
- 1290-1291 : Mattheus Hoft
- 1291-1292 : Johannes Hubrecht
- 1292-1293 : Mattheus Hoft
- 1293-1294 : Johannes Hubrecht
- 1293-1294 : Alaerdin Lam
- 1294 : Mattheus Hoft
- 1294-1295 : Johannes Hubrecht
- 1295-1296 : Jacobus de Grondike
- 1296-1297 : Egidius de Mota
- 1302-1303 : Jan Heem
- 1303-1304 : Jan vanden Hoye
- 1304-1305 : Heinric Thobe
- 1305-1306 : Heinricke van Thourout
- 1306-1307 : Joris vander Matte
- 1307-1308 : Clais van Leffinghe
- 1308-1309 : Jacob Utenzacke
- 1309-1310 : Clais van Leffinghe
- 1310-1311 : Joris vander Matte
- 1311-1312 : Jacob vanden Ackere
- 1312-1313 : Lamsin Loevijn
- 1315-1316 : Jacob vanden Ackere
- 1316-1317 : Roegier van Coudebrouc
- 1317-1318 : Jacob vanden Ackere
- 1318-1319 : Wouter de Ruddere
- 1320-1321 : Rogier van Coudebrouc
- 1325-1326 : Gillis van Coudenbrouc
- 1326-1327 : Jehan de Haerlebeke
- 1327-1328 : Willem Canin
- 1328-1330 : Willem vander Stove
- 1330-1331 : Willem vander Stove
- 1331-1332 : Clais Bonin vanden Gapere
- 1332-1334 : Willem vander Stove
- 1334-1335 : Gillis van Aertrike
- 1335-1336 : Willem vander Stove
- 1336-1337 : Gillis van Aertrike
- 1337-1338 : Willem vander Stove
- 1338-1339 : Jan Cortscoef
- 1339-1340 : Gillis van Coudebrouc
- 1340-1341 : Jan van Coekelaere
- 1341-1342 : Gillis van Coudebrouc
- 1342-1343 : Jan vanden Paradise
- 1343-1344 : Gillis van Coudebrouc
- 1344-1345 : Jan van Coekelaere
- 1345-1346 : Gillis van Coudebrouc
- 1346-1347 : Jacob Wittebolle
- 1347-1348 : Gillis van Coudebrouc
- 1348-1349 : Gillis Hooft
- 1349-1350 : Jacob Alverdoe
- 1350-1351 : Jacob den Buerchgrave
- 1351-1352 : Jacob vanden Walle
- 1352-1353 : Pieter de Pinkere
- 1353-1354 : Jacob vanden Walle
- 1354-1355 : Pieter De Pinkere
- 1355-1356 : Jacob vanden Walle
- 1356-1357 : Pieter De Pinkere
- 1357-1358 : Jacob vanden Walle
- 1358-1359 : Jacob Metteneye
- 1359-1360 : Jacob vanden Walle
- 1360-1361 : Pieter vander Haghe
- 1361-1362 : Pieter vander Haghe
- 1362-1363 : Simoen van Aertrike
- 1363-1364 : Zeger Honin
- 1364-1365 : Jan Bonin
- 1365-1366 : Lamsin de Vos
- 1366-1367 : Filips Rynvisch
- 1367-1368 : Tideman vanden Berghe
- 1368-1369 : Jan Bonin
- 1369-1370 : Filips Rynvisch
- 1370-1371 : Jan Bonin
- 1371-1372 : Lamsin de Vos
- 1372-1373 : Jan Bonin
- 1373-1374 : Tideman vanden Berghe
- 1374-1375 : Jan Walkier
- 1375-1377 : Louis de Mâle
- 1377-1378 : Tideman vanden Berghe
- 1378-1379 : Jan Bonin
- 1379-1382 : Willem Maze
- 1382-1383 : Pieter Smout
- 1383-1384 : Zeger Honin
- 1384-1385 : Jacob Metteneye

### 1385-1482
- 1385-1386 : Jan Heldebolle
- 1386-1387 : Jacob vanden Vagheviere
- 1387-1388 : Jan de Muntre
- 1388-1389 : Pieter I Adornes
- 1389-1390 : Jan Heldebolle
- 1390-1391 : Jan Beurse
- 1391-1392 : Jan Camphin
- 1392-1393 : Jan Honin
- 1393-1395 : Jan Camphin
- 1395-1396 : Jan Beurse
- 1396-1397 : Jan Camphin
- 1397-1399 : Jan Honin
- 1399-1400 : Jan Camphin
- 1400-1401 : Jan Bonin
- 1401-1403 : Jan Camphin
- 1403-1404 : Lieven de Scuetelaere
- 1404-1405 : Joris Braderic
- 1405-1407 : Nicolaas De Zoutre
- 1407-1410 : Jan Biese
- 1410-1411 : Boudewijn de Vos
- 1411-1413 : Lieven de Scuetelaere
- 1413-1414 : Jacob Brooloos
- 1414-1415 : Thomas Bonin
- 1415-1416 : Jan Cate
- 1416-1417 : Pieter Metteneye
- 1417-1418 : Jacob Brooloos
- 1418-1419 : Jan Ruebs
- 1419-1420 : Gerard Ruebs
- 1420-1421 : Pieter Metteneye
- 1421-1422 : Boudewijn de Maerscalc
- 1422-1423 : Jan van der Beurze
- 1423-1424 : Jacob Brooloos
- 1424-1425 : Joris Metteneye
- 1425-1426 : Jan van der Beurze
- 1426-1427 : Pieter Metteneye
- 1427-1428 : Jacob Brooloos
- 1428-1429 : Nicolaas van der Beurze
- 1429-1430 : Gerard Ruebs
- 1430-1431 : Joris Ruebs
- 1431-1432 : Jan van der Beurze
- 1432-1433 : Jacob Brooloos
- 1433-1434 : Nicolaas van der Beurze
- 1434-1435 : Gerard Ruebs
- 1435-1436 : Filips Metteneye
- 1436-1437 : Maurits van Varsenare
- 1438-1438 : Gillis van den Vlamincpoorte
- 1438-1439 : Lodewijk van Rooden
- 1439-1440 : Jacob Brooloos
- 1440-1441 : Gillis van den Vlamincpoorte
- 1441-1442 : Filips Metteneye
- 1442-1443 : Gillis Lauwereyns
- 1443-1444 : Jacob Heldebolle
- 1444-1445 : Gillis van den Vlamincpoorte
- 1445-1446 : Jacob van der Beurze
- 1446-1447 : Gerard Ruebs
- 1447-1448 : Filips Metteneye
- 1448-1449 : Jan van den Nieuwenhove
- 1449-1450 : Gerard Ruebs
- 1450-1451 : Joost Honin
- 1451-1452 : Joris Ruebs & Jacob van der Beurze
- 1452-1453 : Paulus van Overtvelt
- 1453-1454 : Maarten Honin
- 1454-1455 : Joost Honin
- 1455-1456 : Paulus van Overtvelt
- 1456-1457 : Maarten Honin
- 1457-1458 : Jacob van der Beurze
- 1458-1459 : Paulus van Overtvelt
- 1459-1460 : Maarten Honin
- 1460-1461 : Jan de Baenst
- 1461-1462 : Zeger de Baenst
- 1462-1463 : Maarten Honin
- 1463-1464 : Jan de Baenst
- 1464-1465 : Lodewijk Metteneye
- 1465-1466 : Maarten Honin
- 1466-1467 : Jan van den Nieuwenhove
- 1467-1468 : Filips Metteneye
- 1468-1469 : Bernard van Halewyn
- 1469-1470 : Filips van Aartrike
- 1470-1471 : Jan de Baenst
- 1471-1472 : Zeger de Baenst & Jacob van den Vageviere
- 1472-1473 : Maarten Lem
- 1473-1474 : Jan de Baenst
- 1474-1475 : Jan Barbesaen
- 1475-1476 : Paulus van Overtvelt
- 1476-1477 : Jan van den Nieuwenhove
- 1477-1477 : Jan de Keyt
- 1477-1478 : Maarten Lem
- 1478-1479 : Willem Moreel
- 1479-1480 : Jan van Riebeke
- 1480-1481 : Maarten Lem
- 1481-1482 : Jacob van Gistel
- 1482-1482 : Jan van den Nieuwenhove

### 1482-1555
- 1482-1483 : Jan de Witte
- 1483-1484 : Willem Moreel
- 1484-1485 : Jan van Riebeke
- 1485-1486 : Joost van Varsenare
- 1486-1487 : Jacob van Gistel
- 1487-1488 : Willem Houtmaert
- 1488 : Joost de Deckere
- 1488-1490 : Jan van Nieuwenhove
- 1490 : Jan de Boodt
- 1490-1491 : Nicolaas van Delft
- 1491-1492 : Jacob de Voocht
- 1492-1493 : Jacob de Heere
- 1493-1494 : Jan van Nieuwenhove
- 1494-1495 : Jan de Deckere
- 1495-1497 : Jan van Claerhout
- 1497-1499 : Jacob vander Zype
- 1499-1503 : Roeland van Moerkerke
- 1503-1504 : Jan van Nieuwenhove
- 1504-1506 : Roeland van Moerkerke
- 1506-1507 : Frans Parmentier
- 1507-1508 : Wouter Despars
- 1508-1509 : Jan van Praet
- 1509-1510 : Adriaan Bave
- 1510-1511 : Wouter Despars
- 1511-1512 : Jan Moreel
- 1512-1515 : Jacob van Halewyn
- 1515-516 : Simon van der Banc
- 1516-1517 : Jacon van Halewyn
- 1517-1520 : Willem Moreel
- 1520 : Nicolaas Colaerd
- 1520-1522 : Willem van Claerhout
- 1522-1524 : Frans Petyt
- 1524-1526 : Jozef de Baenst
- 1526-1529 : Joost de Brune
- 1529-1530 : Frans Petyt
- 1530-1531 : Joost de Brune
- 1531-1533 : Jozef de Baenst
- 1533-1536 : Jan Adornes, geboren de la Coste
- 1536-1538 : François d'Ongnies
- 1538-1541 : Jacob van Halewyn
- 1541-1545 : François d'Ongnies
- 1545-1547 : Lodewijk van Gistel
- 1547-1550 : François d'Ongnies
- 1550-1552 : François Petyt
- 1552-1553 : Antoon Voet
- 1553-1555 : Lodewijk van Gistel
- 1555-1556 : Jan de Baenst

### 1556-1715
- 1556-1558: Jacob Despars
- 1558-1560: Jozef De Baenst
- 1560-1562: Jan De Baenst
- 1562-1564: Lodewijk van Gistel
- 1564-1567: Jan De Baenst
- 1567-1569: Nicolaas Boulengier
- 1569-1573: Jan de Bouvières
- 1574: Jan I Pardo
- 1574-1575: Jan De Baenst
- 1575:Gabriël de la Coste
- 1575-1577: Joris van Themseke
- 1577-1578: Joris van Bracle
- 1578-1579: Nicolaas Despars
- 1579-1582: Jacob de Broucqsault
- 1582-1584: Nicolaas Casembroot
- 1584: Nicolaas Despars
- 1584-1586: Jan II Pardo
- 1586-1588: Maarten Lem (nl)
- 1588-1590: Jan II Pardo
- 1590-1591: Maarten Lem (nl)
- 1591-1593: Jan II Pardo
- 1593-1595: Jan Breydel
- 1595-1597: Maarten Lem (nl)
- 1597-1599: Jan Breydel
- 1599-1602: Willem de Boot
- 1602-1603: Jan de Beer
- 1603-1605: Matthias Dagua
- 1605-1607: Anselme Opitius Adornes
- 1607-1609: Frans de Boodt
- 1609-1611: Frans Pardo
- 1611-1613: Adolf van Maldeghem
- 1613-1614: Frans de Boodt
- 1614-1615: Frans Pardo
- 1615-1616: Adolf van Maldegem
- 1616-1617: Frans de Boodt
- 1617-1618: Jan van den Nieuwenhove
- 1618-1620: Adolf van Maldegem
- 1620-1622: Filips d'Ongnies
- 1622-1623: Frans de Boodt
- 1623-1624: Jacob Pardo
- 1624-1625: Roeland de Grass
- 1625-1626: Frans de Boodt
- 1626-1627: Roeland de Grass
- 1627-1628: Jan Parmentier
- 1628-1629: Jan III Pardo
- 1629-1631: Roeland de Grass
- 1631-1633: Alexander de Meulenaere
- 1633-1634: Jacob Pardo
- 1634-1636: Jan Parmentier
- 1636-1637: Alexander de Meulenaere
- 1637-1638: Hendrik Anchemant
- 1638-1640: Jacob Pardo
- 1640-1641: Hendrik Anchemant
- 1641-1643: Alexander de Meulenaere
- 1643-1644: Jacob Anchemant
- 1644-1646: Roeland de Grass
- 1646-1648: Jacob Anchemant
- 1648-1649: Alexander de Meulenaere
- 1649-1650: Andries de la Coste
- 1650-1652: Vincent Stochove
- 1652-1653: Alexander de Meulenaere
- 1653-1655: Alfons de Grass
- 1655-1657: Andries de la Coste
- 1657-1660: Vincent Stochove
- 1660-1662: Hendrik Anchemant
- 1662-1665: Andries de la Coste
- 1665-1667: Vincent Stochove
- 1667-1670: Paulus Cobrysse
- 1670-1672: Jan Filips van Boonem
- 1672-1674: Andries de la Coste
- 1674-1677: Jean-Baptiste de Villegas
- 1677-1686: Jan Filips van Boonem
- 1686-1687: Jan Frans Nans
- 1687-1693: Jan Filips van Boonem
- 1693-1695: Jan Frans Nans
- 1695-1703: Jan Filips van Boonem
- 1703-1706: Jan Frans Nans
- 1706-1706: Lodewijk van der Haeghe
- 1706-1707: Jan Frans Nans
- 1707-1711: Elias Albert de Bie
- 1711-1713: François de Stappens
- 1713-1717: Roeland de Grass

### 1716-1794
- 1717-1721: Elias Albert de Bie
- 1721-1731: Jan-Baptist Triest
- 1731-1734: Frans-Jan Claesman
- 1735-1743: Aybert van Huerne
- 1743:      Jan-Bernard Triest (plots overleden)
- 1743-1749: Aybert van Huerne
- 1749-1771: Jan de la Coste
- 1771-1778: Charles Le Bailly de Marloop
- 1778-1788: Robert Coppieters
- 1789-1790: Karel de Schietere de Caprijke
- 1791-1792: Robert Coppieters
- 1792-1793: Joseph van Caloen
- 1793-1795: Karel de Schietere de Caprijke

### Période française et néerlandaise
- 1795-1796 : Charles Ryelandt
- 1795-1796 : Valentin Jacoby
- 1796-1797 : Jean Goddyn senior
- 1797-1797 : Joseph Volckaert
- 1797-1798 : Jean-Baptiste Goddyn
- 1798-1799 : Joseph Van Huele
- 1799-1800 : François Van Praet
- 1800-1800 : Joseph Van Huele
- 1800-1800 : Bernard De Deurwaerder
- 1800-1803 : François de Serret
- 1803-1813 : Karel-Aeneas de Croeser
- 1813-1817 : Jean-Jacques van Zuylen van Nyevelt
- 1817-1827 : Karel-Aeneas de Croeser
- 1828-1830 : Philippe Veranneman de Watervliet

### Royaume de Belgique
- 1830-1841 : Jean-Baptiste Coppieters 't Wallant
- 1841-1855 : Jean de Pelichy van Huerne (katholiek)
- 1855-1876 : Jules Boyaval (liberaal)
- 1876-1924 : Amedée Visart de Bocarmé (katholiek)
- 1924-1956 : Victor Van Hoestenberghe (CVP)
- 1956-1971 : Pierre Vandamme (CVP)
- 1972-1977 : Michel Van Maele (CVP)
- 1977-1992 : Frank Van Acker (BSP)
- 1992-1994 : Fernand Bourdon (BSP)
- 1995-2012 : Patrick Moenaert (CD&V)
- 2013-2018 : Renaat Landuyt (sp.a)
- depuis 2019 : Dirk De fauw (CD&V)